# Rudolf Geschwind
Rudolf Geschwind, né le 29 août 1829 à Hředle en royaume de Bohême du Nord et mort le 30 août 1910 à Karpfen (aujourd'hui en Slovaquie), est un rosiériste austro-hongrois germanophone.
Il a en particulier créé le fameux sarmenteux 'Décoration de Geschwind' de couleur rose vif en 1886 et 'Anna Scharsach' en 1890.
Ses roses ont des qualités qui font qu'elles sont encore utilisées pour la création de nouvelles variétés.

## Biographie
Rudolf Geschwind passe sa jeunesse à Teplitz, étudie en 1847-1848 à l'Institut polytechnique de Prague, puis à la Bergbau- und Forstakademie de Schemnitz. Après la fin de ses études en 1852, il travaille en tant que fonctionnaire des eaux et forêts dans différents endroits de l'Empire autrichien qui se trouvent aujourd'hui en Italie du Nord (en 1856 à Fondo dans le Trentin), en Slovaquie (en 1859 à Brod près de Scharnowitz), etc. Il quitte le service public en 1867. Il entre au service du prince de Windischgraetz en 1869 à Maunitz près de d'Adelsberg en Carniole (aujourd'hui en Slovénie), au château de Luegg, en 1870 il est de nouveau inspecteur des forêts, cette fois-ci à Vucskomezö en Transcarpatie dans le royaume de Hongrie (aujourd'hui Voutchkové (Вучкове) en Ukraine). Il termine sa carrière à partir de 1872 comme inspecteur des forêts en Hongrie à Karpfen, aujourd'hui en Slovaquie. Il prend sa retraite en 1905. 
Il effectue ses recherches sur les roses d'abord en tant que passe-temps, puis sa passion devient une véritable raison de vivre. Il crée entre 1860 et 1910 près de 140 variétés de rose dont la plupart sont très résistantes au froid et donne naissance à la catégorie des « rosiers sarmenteux hongrois ». Il fait paraître en 1886, un livre intitulé Die Hybridation und Sämlingszucht der Rosen qui est le premier ouvrage traitant en allemand de l'hybridation des roses modernes. En 1888, il est primé à l'exposition internationale d'horticulture de Cologne. En 1889, il présente à l'exposition universelle de Paris ses rosiers, dits « sarmenteux hongrois. » Il a eu comme apprenti Vinzenz Berger. À sa mort, la comtesse Marie-Henriette Chotek (1863-1946), passionnée de roses, achète toute la collection de Geschwind (soit deux mille plants) qu'elle considérait comme un maître en la matière. Elle la fait planter dans la roseraie de son château de Niederkrombach (Dolná Krupá), au pied des Petites Carpates, aujourd'hui en Slovaquie. 
Un mémorial a été érigé en son honneur à la roseraie du Doblhoffpark de Baden, près de Vienne, entouré de ses roses.

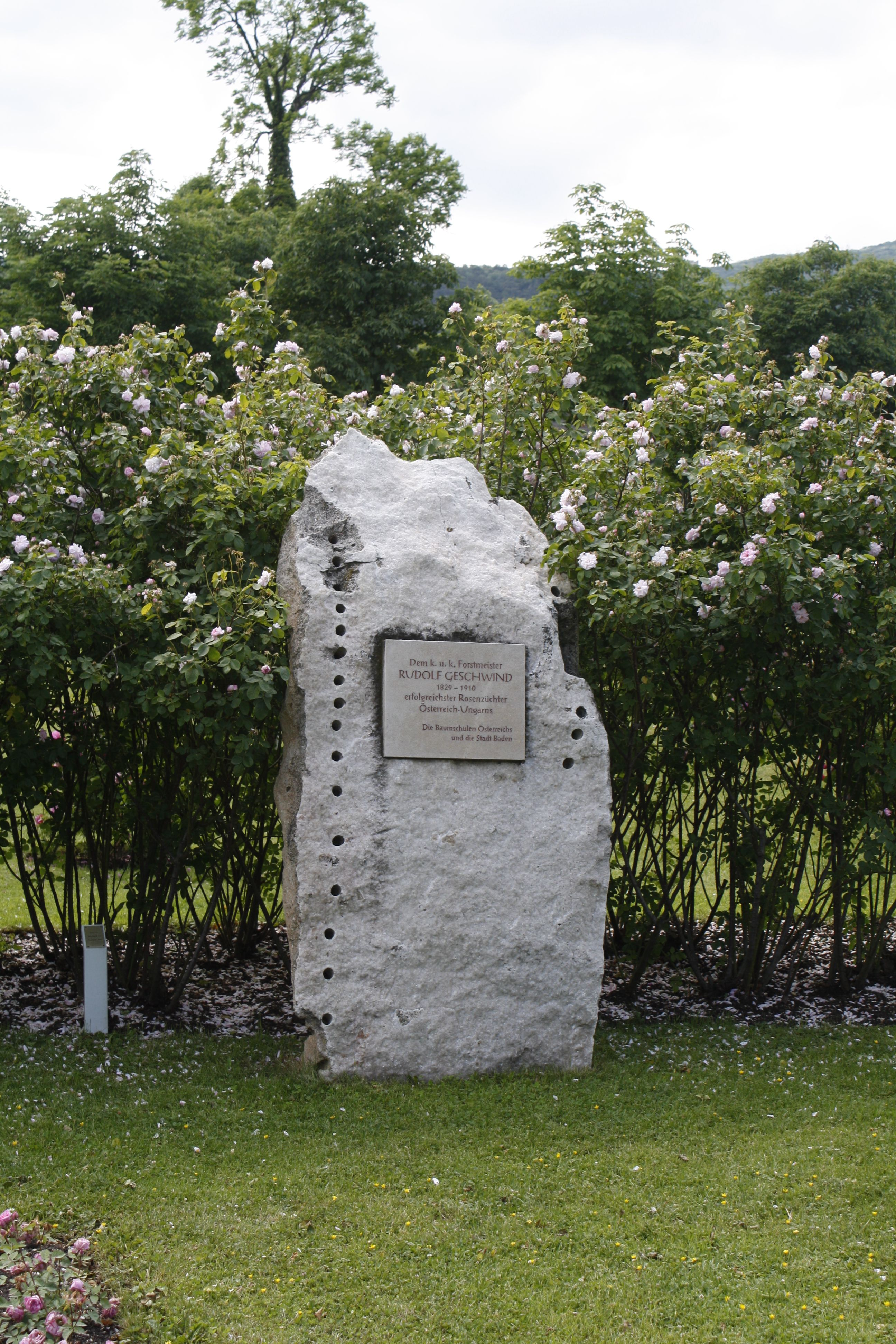
Mémorial de Geschwind à Baden.

## Hybridations obtenues par Geschwind
| Année d'obtention | Rose                                      | Année d'obtention | Rose                                 | Année d'obtention          | Rose                           |
| ----------------- | ----------------------------------------- | ----------------- | ------------------------------------ | -------------------------- | ------------------------------ |
| 1860              | 'Premier Essai'                           | 1890              | 'Trompeter von Säckingen'            | 1900                       | 'Pescheräh'                    |
| 1867              | 'Dr. Hurta'                               | 1890              | 'Rigoletto'                          | 1900                       | 'Eugen E. Marlitt'             |
| 1882              | 'Anna Geschwind'                          | 1890              | 'Ovid'                               | 1900                       | 'Satanella'                    |
| 1884              | 'Geschwinds Nordlandrose'                 | 1890              | 'Wodan'                              | 1900                       | 'Leopold Ritter'               |
| 1886              | 'Lios Alpha'                              | 1890              | 'Anna Scharsach'                     | 1900                       | 'Gräfin Chotek'                |
| 1886              | 'Madame Richter'                          | 1890              | 'Gipsy Blood'                        | 1900                       | 'Julia Festilla'               |
| 1886              | 'Forstmeisters Heim'                      | 1890              | 'Alpenfee'                           | 1900                       | 'Josephine Ritter'             |
| 1886              | 'Fatinitza'                               | 1890              | 'Elbfex'                             | 1900                       | 'Geschwinds Unermüdliche'      |
| 1886              | 'Mercedes'                                | 1890              | 'Dr. Valentin Teirich'               | 1900                       | 'Geschwinds Schönste'          |
| 1886              | 'Souvenir de Brod' ('Erinnerung an Brod') | 1890              | 'Amneris'                            | 1902                       | 'Obergärtner Franz Joost'      |
| 1886              | 'Schloß Luegg'                            | 1890              | 'Andor'                              | 1902                       | 'Wenzel Geschwind'             |
| 1886              | 'Nymphe Tepla'                            | 1890              | 'Antonie Schurz'                     | 1905                       | 'Lady Gray'                    |
| 1886              | 'Kleiner Postillon'                       | 1890              | 'Caporal Johann Nagy'                | 1909                       | 'Gipsy Boy' ('Zigeuner Knabe') |
| 1886              | 'Décoration de Geschwind'                 | 1890              | 'Chloris'                            | 1909                       | 'Azalea'                       |
| 1886              | 'Ännchen von Tharau'                      | 1890              | 'Erinnerung an meinem Vater'         | 1909                       | 'Wicking'                      |
| 1886              | 'Wassilissa'                              | 1890              | 'Fantasca'                           | 1909                       | 'Walküre'                      |
| 1886              | 'Aurelia Liffa'                           | 1890              | 'Julius Fabianics de Misefa'         | 1909                       | 'Alice Rauch'                  |
| 1886              | 'Erlkönig'                                | 1890              | 'Lydia Geschwind'                    | 1909                       | 'Asta von Parpat'              |
| 1887              | 'Manetti purpurea'                        | 1890              | 'Picotte'                            | 1909                       | 'Parkzierde'                   |
| 1887              | 'Manetti alba rosea'                      | 1890              | 'Hauptmann A. Steinsdorfer'          | 1910                       | 'Wachhilde'                    |
| 1887              | 'Manetti floribunda'                      | 1890              | 'Ulana'                              | 1910                       | 'Siwa'                         |
| 1887              | 'Loreley'                                 | 1891              | 'Dryade'                             | 1910                       | 'Freya'                        |
| 1887              | 'Caecilie Scharsach'                      | 1891              | 'Nymphe Egeria'                      | Roses posthumes            | Roses posthumes                |
| 1887              | 'Meteor'                                  | 1892              | 'Erinnerung an Schloß Scharfenstein' | 1912                       | 'Hermione'                     |
| 1887              | 'Gilda'                                   | 1892              | 'Lydia'                              | 1912                       | 'Prinz Hirzeprinzchen'         |
| 1887              | 'Rotkäppchen'                             | 1894              | 'Schneelicht'                        | 1912                       | 'Asra'                         |
| 1887              | 'Dora'                                    | 1895              | 'Fontäne'                            | 1912                       | 'Rote Beka'                    |
| 1887              | 'Eurydice'                                | 1895              | 'Himmelsauge'                        | 1912                       | 'Ariana El'                    |
| 1887              | 'Virago'                                  | 1895              | 'Griseldis'                          | 1912                       | 'Fatma'                        |
| 1887              | 'Fiametta'                                | 1895              | 'Lisdana'                            | 1912                       | 'Astra'                        |
| 1888              | 'Kobold'                                  | 1895              | 'Theano'                             | 1913                       | 'Geisha'                       |
| 1888              | 'Erebus'                                  | 1895              | 'Niobe'                              | 1928                       | 'Geschwinds Multiflora'        |
| 1888              | 'Erinnerung an meine Mutter'              | 1895              | 'Meigela'                            | 1928                       | 'Geschwinds Gorgeous'          |
| 1888              | 'Ernst G. Dörell'                         | 1895              | 'Nora'                               | Année d'obtention inconnue | Année d'obtention inconnue     |
| 1888              | 'Ernst Willner'                           | 1895              | 'Phaedra'                            |                            | 'Arva Leany'                   |
| 1888              | 'Major Franz Teirich'                     | 1895              | 'Irrlicht'                           | 'Majthenyi'                |                                |
| 1888              | 'Esmeralda'                               | 1895              | 'Vineta'                             | 'Frau Dr. E. Skibinska'    |                                |
| 1888              | 'Tartarus'                                | 1895              | Crémé                                |                            |                                |
| 1888              | 'Terror'                                  | 1895              | 'Cyclop'                             |                            |                                |
| 1888              | 'Frau Viktoria von Thusansky'             | 1895              | 'Geranium'                           |                            |                                |
| 1889              | 'Graziella'                               | 1895              | 'Gelon'                              |                            |                                |
| 1889              | 'Gruß an Wien'                            | 1895              | 'Feuerkugel'                         |                            |                                |
| 1889              | 'Herzblättchen'                           | 1895              | 'Zacharula-rubrifolia'               |                            |                                |
| 1889              | 'Marie Geschwind'                         | 1895              | 'Sylvia'                             |                            |                                |
| 1889              | 'Báró Natália'                            | 1897              | 'Gruß an Teplitz'                    |                            |                                |
| 1889              | 'Stadkassierer Wilhelm Liffa'             | 1897              | 'Virginia R. Coxe'                   |                            |                                |
| 1889              | 'Caroline Bank'                           |                   |                                      |                            |                                |
| 1889              | 'Marie Dermar'                            |                   |                                      |                            |                                |

## Illustrations

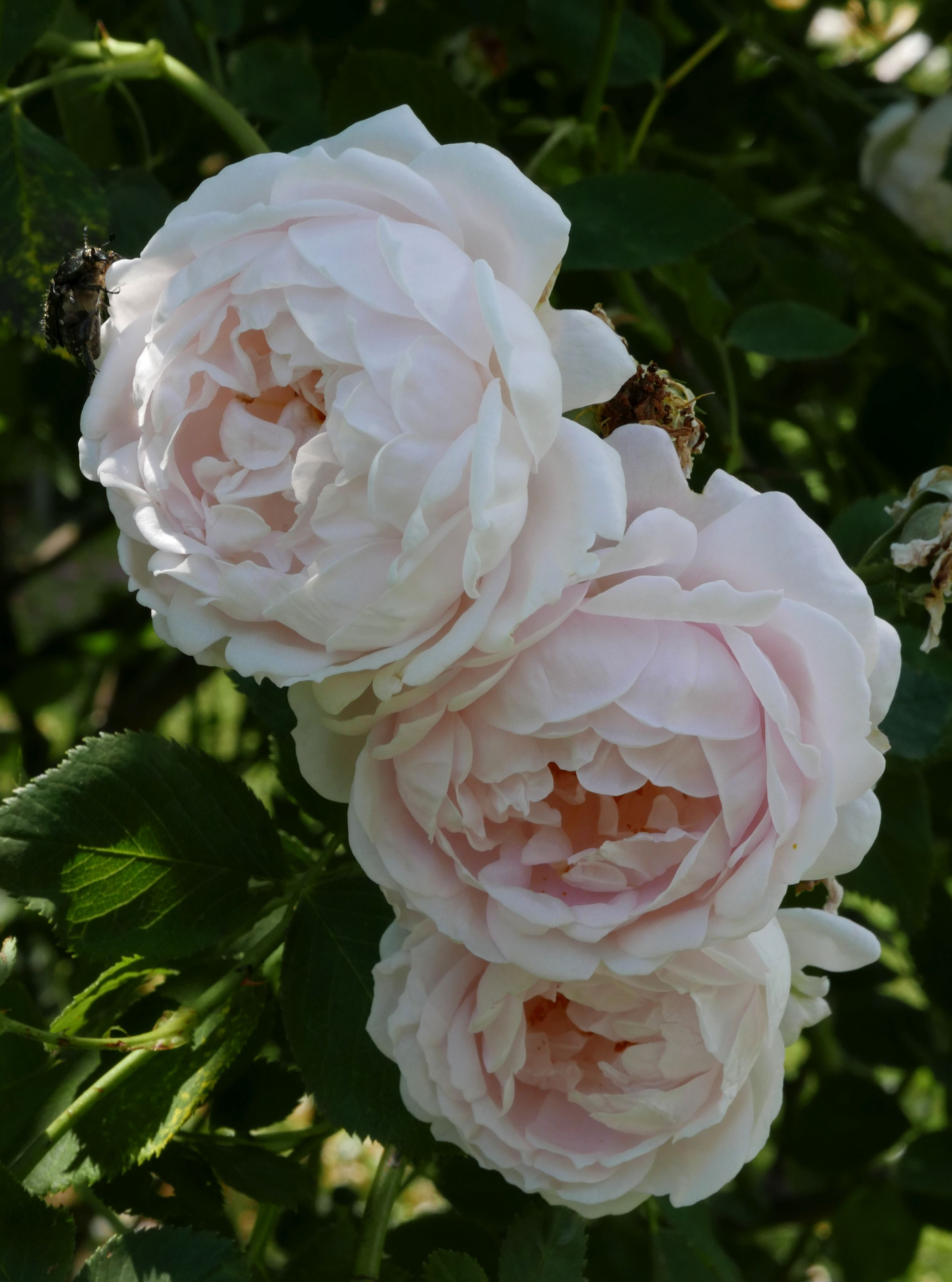
'Ännchen von Tharau' (1886)
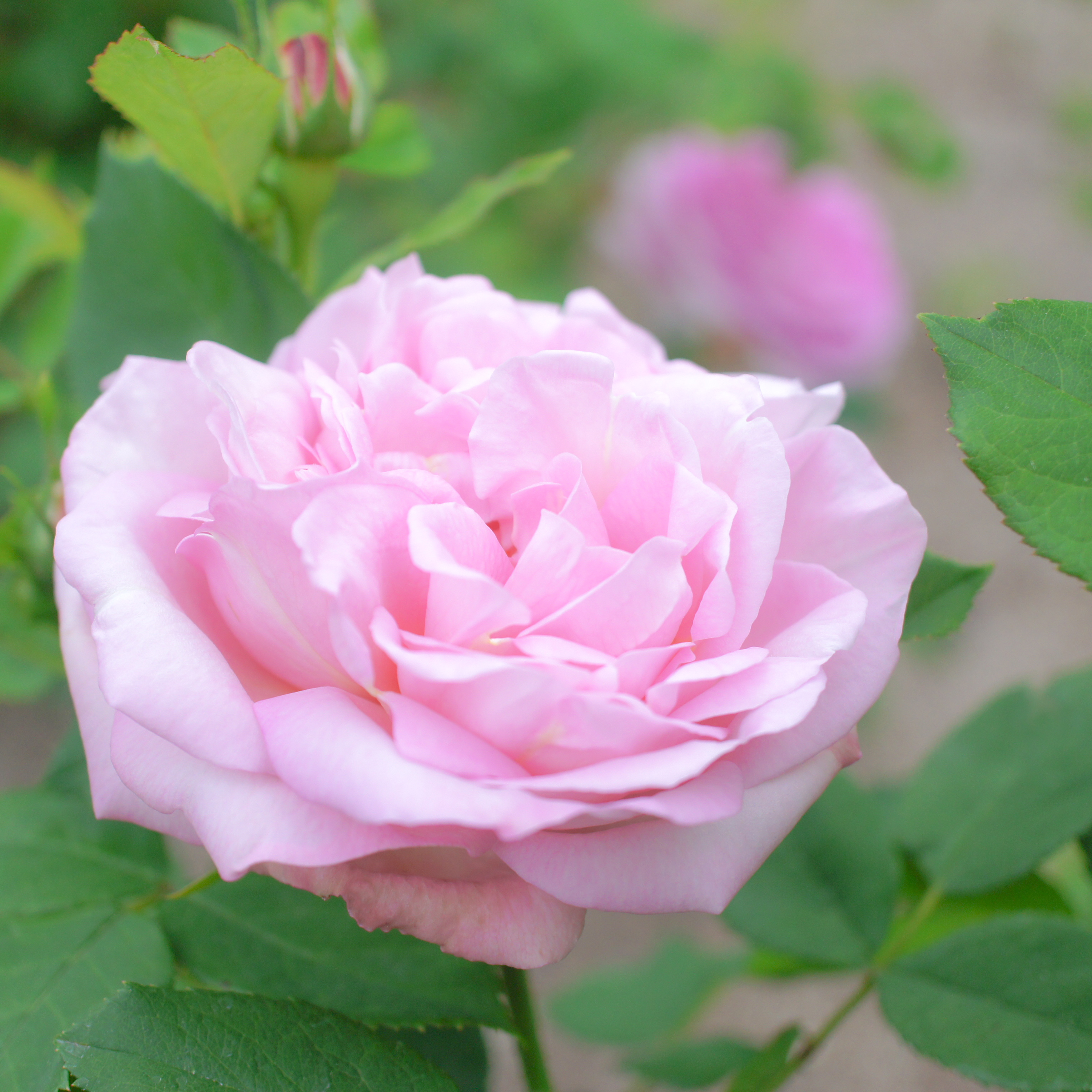
'Anna Scharsach' (1890)
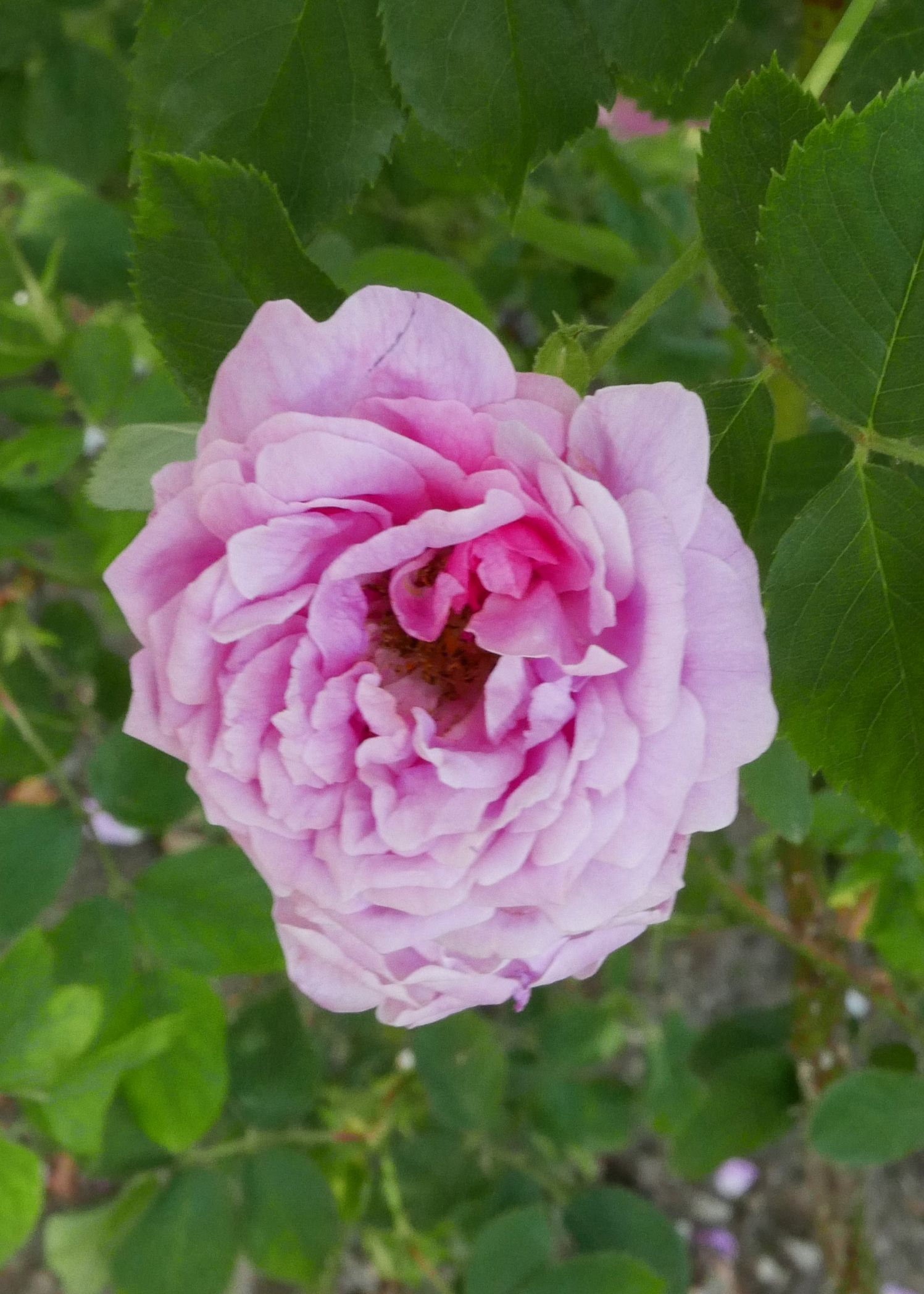
'Alpenfee' (1890)
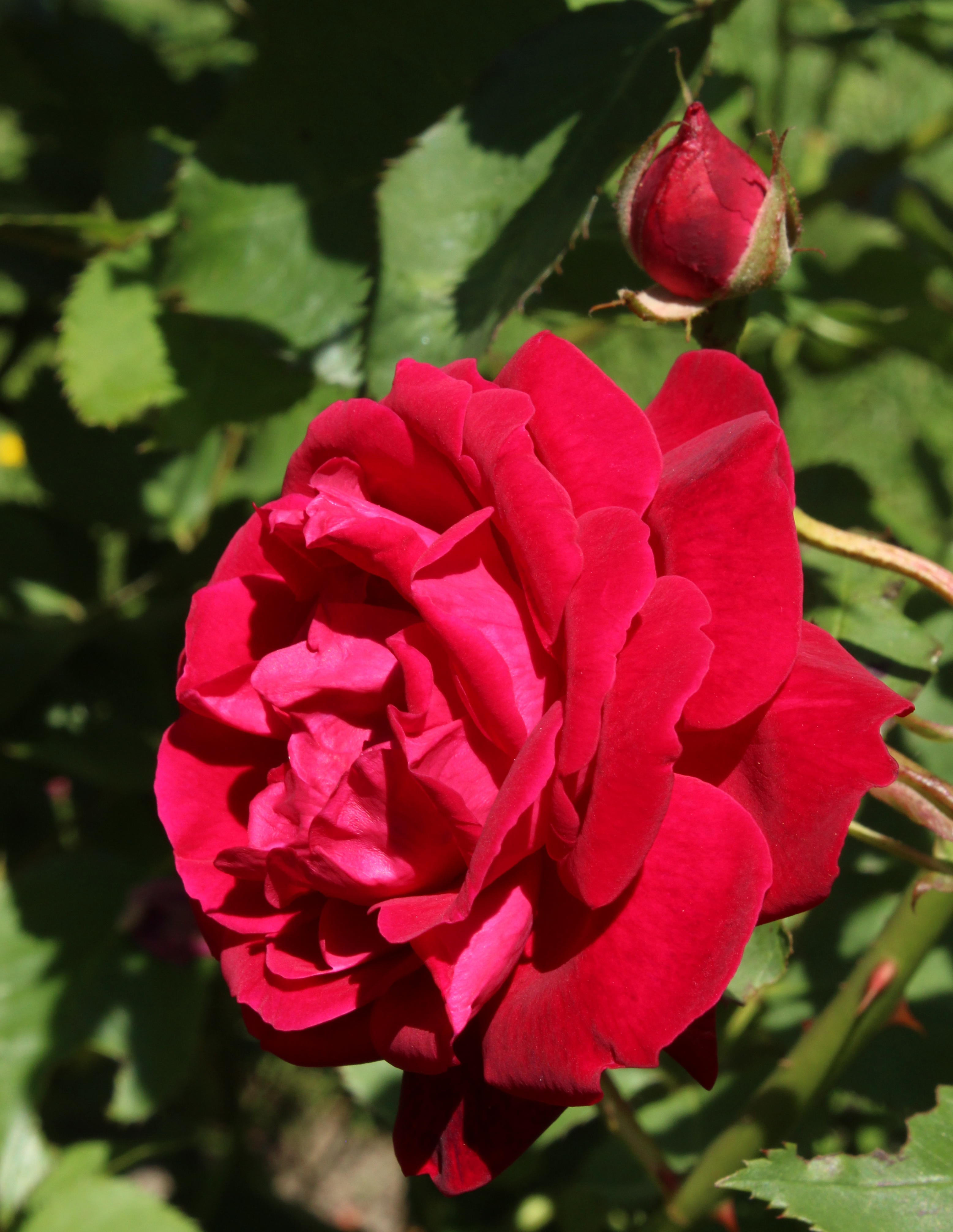
'Gruß an Teplitz' (1897)
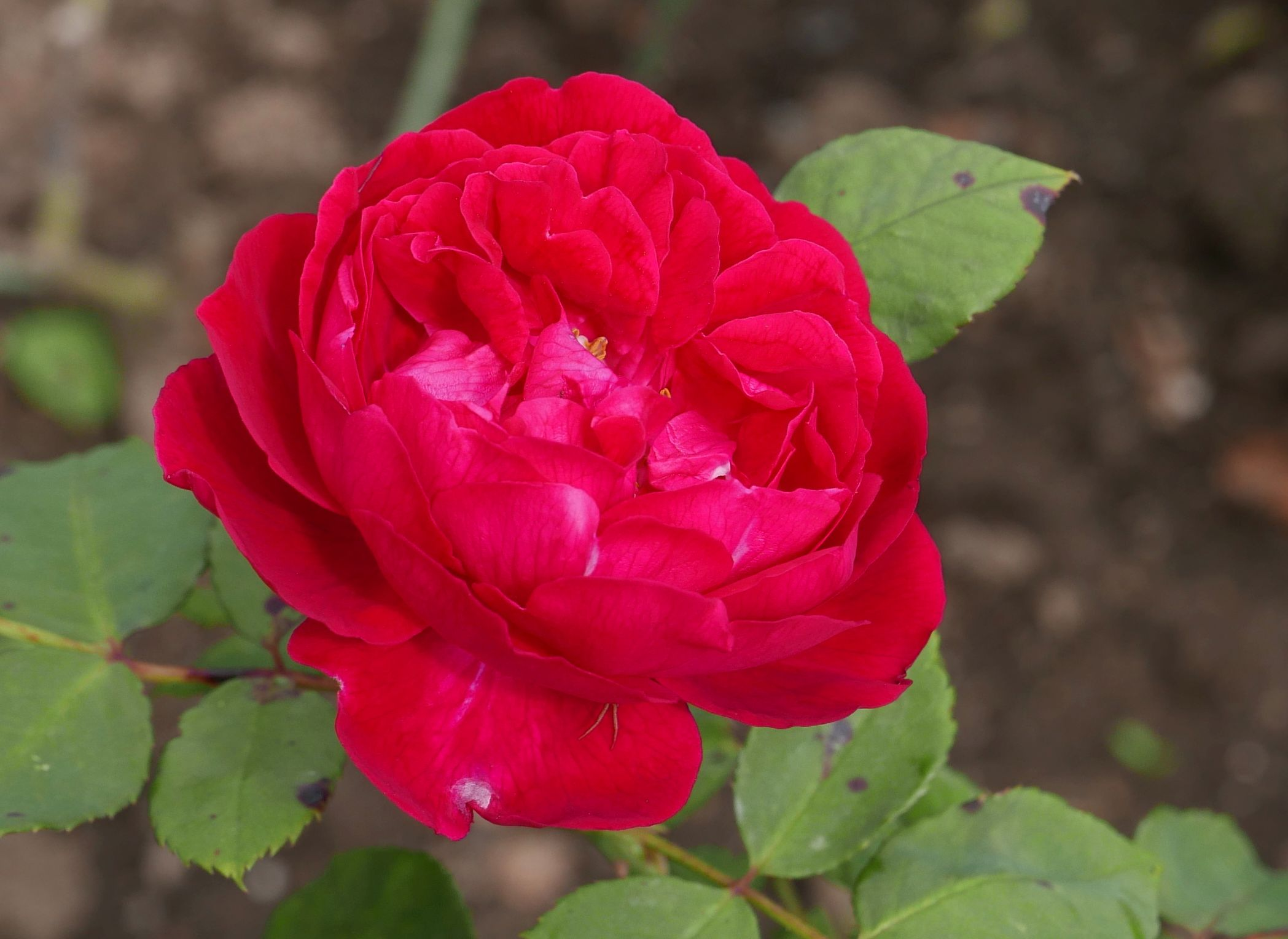
'Wenzel Geschwind' (1902)
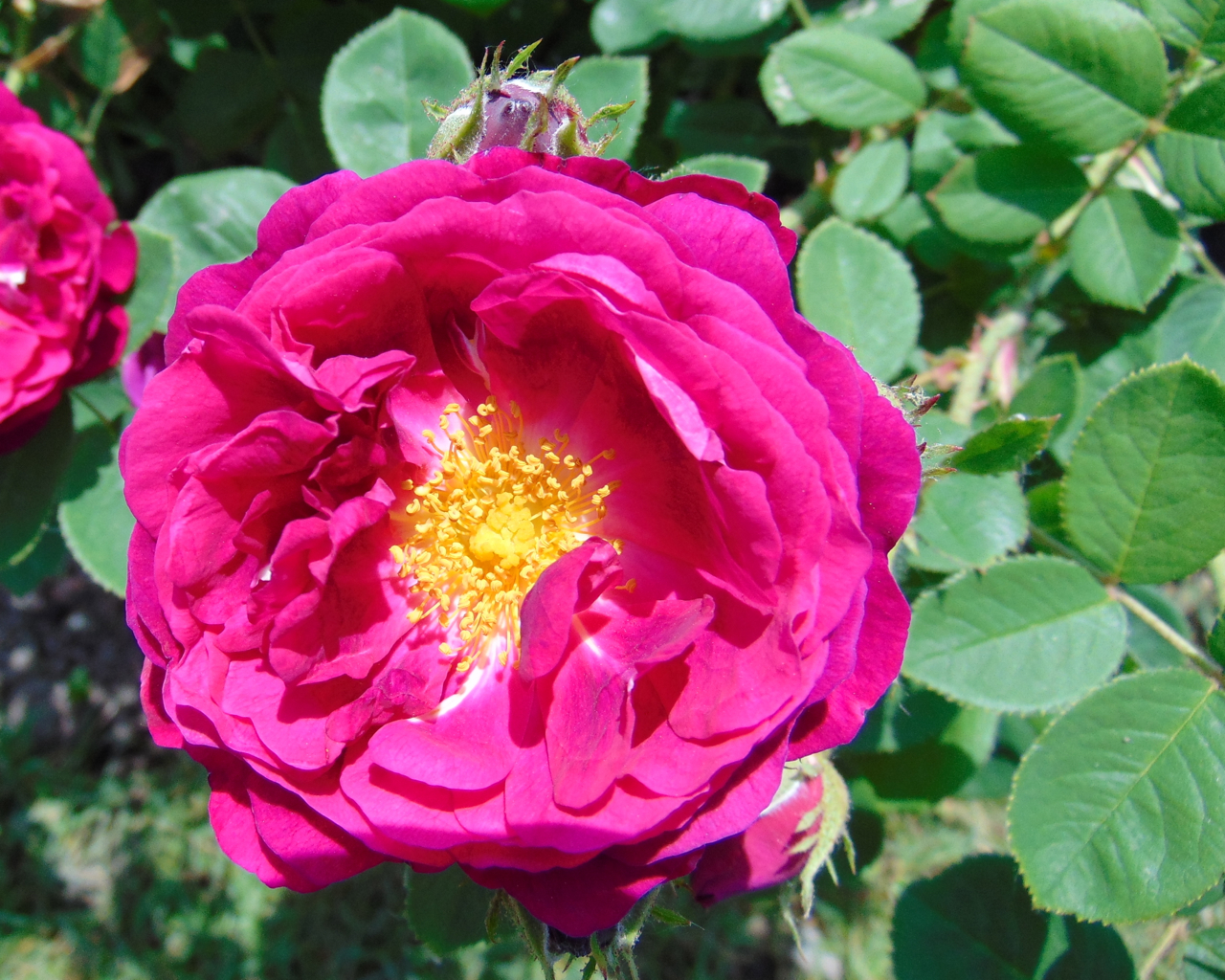
'Zigeuner Knabe'  ou 'Gipsy Boy' (1909)